# Freaks of Nature
《Freaks of Nature》는 1995년 5월 29일에 발매된 미국의 록 밴드 캔자스의 열두 번째 스튜디오 음반이다. 두 개의 편집된 싱글이 발매되었지만 차트에 오르지 않았고, 음반 자체도 차트에 오르지 않아 캔자스 스튜디오 음반 중 유일하게 빌보드 200 차트에 오르지 못했다. 밴드는 앨런 파슨스 프로젝트와 함께 투어를 한 후 스틱스를 위해 오프닝을 열며 음반을 홍보했다.

## 제작
트리니다드 토바고에서 녹음된 이 음반은 제프 글릭스먼이 프로듀싱했다. 바이올리니스트 데이비드 래그스데일은 《Freaks of Nature》의 네 곡을 공동 작곡했다. 밴드는 오케스트라 악기 연주를 피하는 등 이전 음반의 과잉 제작을 포기하기로 결정했다.

## 평가
| 전문가 평가                         | 전문가 평가 |
| 평가 점수                           | 평가 점수   |
| 출처                                | 점수        |
| ----------------------------------- | ----------- |
| AllMusic                            | [ 11 ]      |
| The Encyclopedia of Popular Music   | [ 12 ]      |
| Entertainment Weekly                | B−          |
| (The New) Rolling Stone Album Guide | [ 14 ]      |

《엔터테인먼트 위클리》는 "〈Need〉의 테크노 신시사이저와 호다운 바이올린, 〈I Can Fly〉의 AOR 슈말츠와 아프리카 드럼은 상당히 혁신적인 신시사이저"라고 썼다. 《워싱턴 포스트》는 이 밴드가 "예스와 같은 영국 선배들의 중간계 모조품처럼 계속해서 들리고 있다"고 판단했다.

## 곡 목록
| #  | 제목                  | 작사·작곡                        | 재생 시간 |
| -- | --------------------- | -------------------------------- | --------- |
| 1. | 〈I Can Fly〉         | 데이비드 래그스데일, 스티브 월시 | 5:21      |
| 2. | 〈Desperate Times〉   | 월시                             | 5:25      |
| 3. | 〈Hope Once Again〉   | 월시                             | 4:42      |
| 4. | 〈Black Fathom 4〉    | 월시, 래그스데일                 | 5:54      |
| 5. | 〈Under the Knife〉   | 월시, 래그스데일                 | 4:54      |
| 6. | 〈Need〉              | 월시                             | 3:59      |
| 7. | 〈Freaks of Nature〉  | 래그스데일, 월시, 필 에하트      | 4:05      |
| 8. | 〈Cold Grey Morning〉 | 케리 리브그렌                    | 4:14      |
| 9. | 〈Peaceful and Warm〉 | 월시                             | 6:44      |